# Verrue
 Verrue  es una población y comuna francesa, en la región de Poitou-Charentes, departamento de Vienne, en el distrito de Châtellerault y cantón de Monts-sur-Guesnes.

## Demografía
| 625 | 541 | 463 | 399 | 369 | 351 |
| Para los censos de 1962 a 1999 la población legal corresponde a la población sin duplicidades (Fuente: INSEE [Consultar]) |     |     |     |     |     |